# ガーデネスク
ガーデネスク（Gardenesque）という用語は、1832年にジョン・ラウドン （1783 – 1843）によって導入され、彼の「認識の原則」に従って植栽デザインのスタイルを表している。 

## 定義
ラウドンは、 絵のような植栽が自然の成長と間違えられる可能性があることを心配し、植栽のデザインが芸術作品として認識可能であるためにはあえてエキゾチックな植物だけを使用すべきであると主張した。彼の経歴の後期に他いくつか植栽をアートとして認識できるようにする方法を開発するが、それは（1）周囲の植物を取り除いて完全な形の植物を育てる（2）幾何学的なベッドに植える、などで、このことによってラウドンはガーデネスクを紹介した理由についてははっきりしていたが、彼がその原則をどのように満たすことができるかについて様々な説明をしていた。これは、単語の語源と一致する（「庭のように」）現代英語の用法をその単語に与えたが、ラウドンが使用したその単語の使用とは異なるためで、オックスフォード英語辞典は以下の定義を与えている。
 庭の特質の一種。庭に似ているか、庭に属しているもの。 
それから、オックスフォード英語辞典は用語のさまざまな用法を説明するいくつかの引用を与える： 
- 1838年ラウドン。 樹木園ブリット。 個々の木の中でのざわめきの美しさの表現があるという点で絵とは異なる。常に規則的または対称的である。
- 1839年 - レプトンのランドスケープ。 ガーデン （1840） 8章　この変化は私たちがガーデネスクと呼ぶ一派を生み出した。その特徴は、木々や他の植物の美しさを個別に表示することである。
- 1880-1 Libr. Univ. Knowl.  （ＮＹ）ＸＩ。 306 [Boston Common 'public garden']は樹木園や植物園としてガーデネスク様式に保たれている。
- 1881年 ガード。 クロン号417.816ベッドの正式な配置でドワーフの丈夫な低木を植えることで城の内の斜面に眺めgardenesque文字の並べ替えを与えるための試み。
- 1896年8月29日 パンチ 100/2いいえ、天国では、園芸家は滅びることはできない。

### ノート
1. ↑  The OED (1971), Vol. I, p. 1115.

### 書誌
- Turner、T - イギリスの庭園デザイン：1650年以来の歴史と様式 （Antique Collectors Club、1986）pp 147–9